# Berijew A-60
Die Berijew A-60 (russisch Бериев А-60) ist eine sowjetisch-russische Testplattform für die Erprobung luftgestützter Laserwaffensysteme, die auf dem Transportflugzeug Iljuschin Il-76MD basiert.
In den 1970er Jahren wurde in der Maschinenfabrik Taganrog ein spezieller Luftfahrtkomplex zur Entwicklung luftgestützter Lasertechnologie für das sowjetische Militär errichtet.

## Entwicklung
1977 begann das OKB-49 Berijew mit dem Entwurf einer Erprobungsplattform mit der Bezeichnung „1А“. Der Zweck war, die komplexen wissenschaftlichen und technischen Probleme eines luftgestützten Lasers zu lösen und auch die Erkenntnisse über das Verhalten von Laserstrahlen in den oberen Schichten einer Atmosphäre zu gewinnen. Die Arbeit an diesem Thema fand in Zusammenarbeit mit Unternehmen und wissenschaftlichen Organisationen der UdSSR statt, aber der hauptsächliche Partner des OKB war das ZKB Almas unter der Leitung von Boris W. Bunkin.

## Konstruktion
Die Il-76MD wurde als Basisflugzeug für die Erprobungsplattform ausgewählt. Um den Laser unterzubringen, wurden viele Änderungen an der Flugzeugkonstruktion vorgenommen, die das Aussehen des Flugzeugs deutlich veränderten.
- Im Bug, anstelle des Radars und der Navigatorfenster, wurde eine lenkbarer Aufnahme für das Lidar-Zielgerät eingebaut (Jahre später verwendete Boeing ein ähnliches Konzept in der YAL-1-Testplattform, allerdings wurde es hier für den Hauptlaser und nicht für die Zielsuche verwendet).
- Der obere Teil des Rumpfes zwischen Flügel und Kiel wurde durch große Klappen ersetzt, die den versenkbaren Hauptlaser verdecken. Es wurde nicht für möglich gehalten, die Hauptlaser-Zieloptik in die Nasenkontur mit einzupassen.
- Zwei große Gondeln wurden entlang der unteren Kante des Rumpfes installiert: Eine mit Turbogeneratoren, mit denen der Laser versorgt wird und eine am „Kinn“ mit der APU des Lidars für die Zielsuche.
- Die hinteren Frachttüren wurden entfernt, die Rampe wurde aber beibehalten, da diese ein tragendes Element des Rumpfes ist.
- Die Position des Heckschützen wurde entfernt.

Das Problem der Installation der Laseranlage sollte damit gelöst werden und die Aerodynamik des Basisflugzeugs nicht beeinträchtigt werden. Das Lasersystem besaß eine Leistung von 1 MW, entwickelt von einem der Zweiginstitute des Kurtschatow-Instituts für Atomenergie. Dieser CO2-Laser wurde für die Installation auf der IL-76 entwickelt.
Das Testflugzeug „1A“ flog erstmals am 19. August 1981 unter E. A. Lachmostow.
Am 29. August 1991 flog ein zweites Exemplar, das den Namen „1А2“ (СССР-86879) erhielt. Eine verbesserte Variante des Lasersystems wurde als Ergebnis der Tests mit der „1A“ installiert.
Offenbar wurde das Projekt im Mai 2009 reaktiviert, laut Augenzeugenberichten wurde eine A-60 im Flug in den Regionen Rostow am Don und Taganrog beobachtet. Sie soll jetzt auf dem Taganroger Flughafen⊙ stationiert sein.
Russland entwickelt weiterhin eine militärische luftgestützte Laseranlage, die in einer weiterentwickelten A-60 montiert sein soll. Dieses System wird als 1LK222 Sokol-Eschelon bezeichnet.
Im Februar 2018 wurde bekannt, dass Russland eine Neuauflage der A-60 in Erwägung zieht.

## Nutzer
- Sowjetunion: 2
- Russland